# مانجو (ماركة ملابس)
يدعى رئيس شركة مانجو للبيع بالتجزئة Isak Andic وهي ماركة إسبانيّة، وقد تمّ تأسيسها سنة 1984، وتضمّ حوالي 8600 موظّف.
لمانجو أكثر من 2000 متجرٍ في حوالي 103 بلد حول العالم، وهي من أهمّ ماركات التجزئة في العالم حيث تطلق العديد من التصاميم الخاصّة بالثياب، الأكسسوارات كالحقائب والأحذية والشالات.
في سنة 1995، تمّ إطلاق أوّل موقع إليكترونيّ لمانجو، لتصبح عمليّة الشراء أو التسوّق على الإنترنت متوفّرة عام 2000، أما في سنة 2008، فكان للرجال فرصة التعرّف على خطّ جديد من الثياب من Mango.
كما تسوق العلامة التجارية عطورًا بالتعاون مع شركة الموضة الإسبانية بويغ.

## المراجع

مانجو